# IFS AB
IFS AB (полное наименование — Industrial and Financial Systems) — шведская компания, разработчик программного обеспечения для управления ресурсами предприятия — ERP-системы IFS Applications. Штаб-квартира компании находится в Линчёпинге, офисы и представительства компании есть в 54 странах.

## История
Основана в 1983 году пятью инженерами из Линчёпингского университета, первой разработкой компании было программное обеспечение для технического обслуживания оборудования, а комплексная ERP-система появилась в 1990 году. С 1996 года акции IFS стали обращаться на Стокгольмской фондовой бирже.
В 1999 году представительства компании появились на всех континентах. В 2005 году ERP-система насчитывала суммарно около 500 тыс. пользователей, в 2011 году сообщаелось о 800 тыс. Генеральным директором компании с 2006 года является Алистер Сорби.
В мае 2012 года было объявлено о приобретении компанией IFS компании Metrix, которая специализируется на разработке мобильных приложений, целью покупки была возможность предоставлять мобильные решения для работы вне офиса, интегрированные с ERP-системой.

## IFS Applications
IFS Applications — компонентная ERP-система, основной продукт компании. Panorama Consulting относит продукт ко второй группе ERP-систем по доле присутствия на рынке: в первой группе — половина рынка, на системах SAP, Oracle и Microsoft, вторую группу, занимающую 11 % рынка, IFS делит с системами компаний Epicor, Sage, Infor, QAD, Lawson и Ross.
Система содержит компоненты: производство, финансы, персонал, продажи, поставки, проекты, инжиниринг, техническое обслуживание и ремонт, управление качеством, документооборот[уточнить], управление экологическим влиянием.
Система переведена на 22 языка, с восьмой версии (2012 год выпуска) система доступна для работы конечных пользователей с планшетов и смартфонов.
По состоянию на начало 2013 года заявляется о более 5 тыс. внедрений системы на предприятиях разных отраслей промышленности, среди заказчиков указываются Nestle, BMW, Saab, Olympus, Mitsubishi, Pepsi, ГЭС «Три ущелья».